# Aequorea victoria
Aequorea victoria è una specie di Idrozoo della famiglia Aequoreidae.
È una medusa bioluminescente reperibile sulle coste ad ovest del Nord America.

## Biologia
Questa specie esprime una proteina, denominata Green Fluorescent Protein (GFP), che ha la proprietà di emettere una fluorescenza di colore verde e che viene utilizzata come marker in biologia molecolare.